# Thierry Doubai
Moussé Doubai Tapé o Thierry Doubai (Yamusukro, Costa de Marfil, 1 de julio de 1988) es un futbolista marfileño.

## Trayectoria
El 22 de agosto de 2007, el BSC Young Boys fichó a Doubai procedente del AS Athletic D'Adjame. En 2008, Doubai, de 21 años, se lesionó y estuvo varios meses fuera. El 2 de julio de 2011, Doubai acordó un contrato de cinco años con el eUdinese de la Serie A. Seis meses después de fichar por el Udinese, el 17 de enero de 2012, fue cedido por el club francés FC Sochaux-Montbéliard hasta final de temporada. Después de esa temporada, Sochaux tomó la opción de hacer que la cesión fuera permanente, firmando a Doubai con un contrato de cuatro años.
El 17 de agosto de 2015, Doubai firmó con el Bnei Yehuda Tel Aviv que ascendió a la Liga Premier de Israel. Hizo su debut en el club el 22 de agosto y anotó el primer gol en la victoria a domicilio por 3-0 contra Maccabi Haifa FC en el estadio Sammy Ofer. En julio de 2016 el equipo anunció su liberación. 

## Carrera internacional
El 26 de marzo de 2008, Doubai debutó con la selección de fútbol de Costa de Marfil contra Túnez.